# 西北地区立法议会
西北地区立法议会（英語：Legislative Assembly of the Northwest Territories）是加拿大西北地区的立法机关。实行一院制。位于耶洛奈夫。共有19个席位。